# Постковидный синдром
Постковидный синдром (англ. post-COVID-19 syndrome, long COVID, англ. post-acute sequelae of COVID-19, англ. PASC, англ. chronic COVID syndrome, англ. CCS, англ. long-haul COVID) или лонг-ковид — последствия коронавирусной инфекции (COVID-19), при которой до 20 % людей, перенёсших коронавирусную инфекцию, страдают от долгосрочных симптомов, длящихся до 12 недель и в 2,3 % случаев дольше.
Согласно определению ВОЗ включает 33 симптома, у более молодых переболевших лиц частота возникновения выше.
Постковидный синдром внесён в Международный классификатор болезней (МКБ-10), код рубрики U09.9 «Состояние после COVID-19 неуточненное», включающее также постковидное состояние.

## Предыстория
Весной 2020 года в социальных сетях по всему миру начали создаваться группы поддержки, организованные людьми, переболевшими коронавирусной инфекцией в лёгкой или тяжёлой форме и столкнувшимися с долгосрочными симптомами. Участники поддерживали друг друга, обменивались опытом.
Подобные группы созданы на многих языках и в разных странах.
В декабре 2020 года Национальным институтом здравоохранения и передового опыта (NICE) Великобритании была предложена следующая классификация постковидных состояний:
- острый COVID-19 (симптомы, длящиеся до четырёх недель);
- продолжающийся симптоматический COVID-19 (симптомы, продолжающиеся от 4 до 12 недель);
- постковидный синдром (симптомы, длящиеся свыше 12 недель, не объяснимые альтернативным диагнозом, способные меняться со временем, исчезать и вновь возникать, затрагивая многие системы организма).

В дополнение к вышеуказанным клиническим определениям было также предложено ввести термин «долгий COVID»(англ. long covid), включающий период симптоматики от четырёх недель и выше.

## Гипотезы патогенеза
Имеется несколько не противоречащих друг другу гипотез о причинах возникновения постковидного синдрома.

### Прямое повреждение органов пациента
Самое распространённое объяснение — это прямые повреждения органов и тканей во время затяжного течения болезни, а также реанимационных мероприятий (при тяжёлом течении), обострение хронических заболеваний, таких как диабет, венозная недостаточность, гипертония, астма и прочих.
Вирус нейротропен, то есть попадая в нервную систему через обонятельные рецепторы в верхней носовой раковине, может повреждать напрямую структуры головного мозга, такие как лимбическая система, гипоталамус, мозжечок, дыхательный центр и другие. Повреждения такого крупного нерва, как вагус, вызывают большое разнообразие симптомов, а также определяют их волнообразный характер. Это нарушение связано с разбалансировкой двух систем — парасимпатической и симпатической, с доминированием последней — отсюда проблемы с частотой сердечных сокращений, ортостатическая тахикардия, проблемы со сном, подобие панических атак, а также тревожные расстройства.
Вирус хорошо размножается в эндотелии сосудов, что вызывает проблемы с коагуляцией. Наличие микротромбов в кровяном русле выводит из строя обильно васкуляризованные органы — такие как железы внутренней секреции (щитовидная железа, надпочечники, гипофиз, гонады и другие) и почки. Вирус вызывает воспаление сердечной мышцы (миокардит) и ишемию головного мозга.

### Вирус остаётся в организме
Состояние, когда вирус остаётся в организме, называется вирусной персистенцией. Вирус выявляется у иммунодепрессивных пациентов и даже у людей с нормальной иммунной системой, у которых нет симптомов заболевания, в тонком кишечнике и нервной системе.
Действие вируса на кровяные сосуды не ограничивается эндотелиитом (воспалением эндотелия) и васкулитом. Вирус или вирусные антигены можно обнаружить в моноцитах, выделенных из периферической крови больных, и в макрофагах, но пока факты о том, что вирус может размножаться в этих клетках являются предварительными. Тем не менее существуют данные о способности вируса размножаться в некоторых типах (СD4+) лимфоцитов.

### Роль нейтрофильных внеклеточных ловушек
Нейтрофилы выбрасывают клейкую сеть своей ДНК в процессе нетоза, образуя нейтрофильные внеклеточные ловушки, тем самым создавая благоприятную среду для формирования микротромбов с заключёнными в них вирусными частицами и в норме скрытыми в клетке потенциальными аутоантигенами, с последующим развитием локальной ишемии, фиброза и аутоиммунного воспаления.

### Вирус провоцирует аутоиммунные реакции
Определённый процент перенёсших коронавирусную инфекцию — это женщины, которые имеют более реактивный иммунитет, и могут страдать острыми и, возможно, хроническими аутоиммунными заболеваниями. (Волновая природа постковидных проявлений у женщин контролируется также менструальным циклом.)
Возможно, вклад в патогенез осложнений заболевания вносит антифосфолипидный синдром — это обусловлено тем, что вирус, размножаясь во многих тканях и органах, использует для своей оболочки фосфолипиды организма хозяина, которые, соединяясь с белками поверхности (капсида) вируса, представляют собой цель для антител. Но сходные структуры могут быть и у самого организма, тогда эти антитела будут атаковать и здоровые ткани (аутоантитела). Не исключено, что антитела могут помогать вирусу проникать в иммунные клетки по принципу антитело-зависимого усиления инфекции (ADE). Следует заметить, что это исключительно гипотетическое предположение, озвученное некоторыми исследователями.

### Другие нарушения в организме как следствие перенесённой вирусной инфекции
Нарушение гемостаза вызывает также изменения уровня циркулирующего серотонина, что в свою очередь вызывает мучительные мигрени, глубокие депрессивные состояния.
Действуя на рецепторы, которые участвуют в регулировании кровяного давления, вирус вызывает брадикининовый шторм. Сосуды расширяются и становятся более проницаемы, плазма накапливается в тканях, вызывая отёк и действуя на ноцицепторы, что вызывает боль.
Также с постковидным синдромом связан Синдром активации тучных клеток (MCAS) — когда тучные клетки выделяют чрезмерное количество медиаторов, что приводит к хроническому воспалению.

## Симптомы
К долгосрочным симптомам относят следующие проблемы, возникающие волнообразно или на постоянной основе:
- парализующая слабость[42], одышка, неполный вдох, апноэ, тяжесть за грудиной[43];
- головные боли, миалгические боли в мышцах, неврологические и суставные боли[44][45];
- потеря обоняния, фантосмия (возможно, связанные с поражением обонятельного нерва), искажение запаха/вкуса;
- потеря волос, выпадение зубов, кистозные образования в челюстях;
- сосудистые и васкулитные проявления на коже, прочие кожные реакции (обширные крапивницы, капиллярные сетки);
- резкие скачки давления и пульса, аритмии, тахикардии (в том числе ортостатическая тахикардия)[43], головокружения;
- когнитивные нарушения (потеря памяти, «туман в голове»[46], дезориентация в пространстве, тревога и панические атаки);
- расстройство желудочно-кишечного тракта, диарея, возникающая волнообразно и не зависящая от диеты, либо приёма лекарств[47][48];
- продолжительная субфебрильная температура, либо гипотермия, либо скачки температуры;
- в редких случаях синдром Гийена — Барре[49];
- другие многочисленные специфические симптомы[50][51].